# Villeneuve-sous-Pymont
Villeneuve-sous-Pymont – miejscowość i gmina we Francji, w regionie Burgundia-Franche-Comté, w departamencie Jura.
Według danych na rok 1990 gminę zamieszkiwało 221 osób, a gęstość zaludnienia wynosiła 83 osoby/km² (wśród 1786 gmin Franche-Comté Villeneuve-sous-Pymont plasuje się na 526. miejscu pod względem liczby ludności, natomiast pod względem powierzchni na miejscu 984.).